# Jidou Studios
Jidou Studios es una empresa de animación hongkonesa, fue fundada el 8 de marzo de 2004. Este estudio de animación está dedicada a la animación deportiva, también participa en algunas  producciones de series animadas de otras empresas de animación. Jidou Studios fue recibido por la serie animada Zakumi, la cual llegó a popularizarse por su contorno de colores, personajes, e incluso los movimientos gráficos y la CGI (en algunas escenas). Sin embargo, también por su propia serie Jidou Games, una serie hongkonesa que contiene 26 episodios (aunque los números de cada episodio son reemplazados por vocales del abecedario).

## Historia

#### Inicios
Jidou Studios se fundó el 8 de marzo de 2004 durante el día internacional de la mujer, la empresa comenzó a hacer dibujos animados pero de manera deportiva. El presidente del estudio fue Alexander Wong, quien era encargado de la administración de la empresa. En ese mismo año publicó la serie animada Jidou Games, la serie se trata de un perro llamado Jidou y sus amigos, donde tiene la trayectoria de participar en las olimpiadas de Jidou Games, pues se recorrerá 26 países del mundo según Alexander. Alexander Wong estaba muy emocionado de producir series animadas de la empresa a lo largo de las décadas de los 2000's y de los 2010's. El mismo año abrió su página web, la página estaba dedicada a consultas globales, pero en 2023 se cerró su página web por razones desconocidas.
Colaboración entre Peppermint, Xeopex, Creative Fuzion Entertainment, FIFA y el creador de Zakumi
En 2009, Jidou Studios participó con Peppermint , Xeopex y Creative Fuzion Entertainment para colaborar con la FIFA. La participación era para producir la serie animada de Zakumi (mascota de Sudáfrica 2010), Jidou Studios aceptó la producción de la serie donde se comenzaría en 2009 y finalizaría en abril de 2010. En 2009 comenzó la producción de la serie. Al año siguiente, en enero y febrero lograba el 70% de desarrollo, luego, en marzo 90% y abril 100%..
En mayo de 2010 se publicó el trailer de la serie. En junio ya se estrenaba la serie en otros países. 
Otros hechos
En ese mismo año, la compañía fue registrada legalmente como Jidou Studios Limited (n°1476357) en julio.
En 2012, se publican las series como Club Academy y Journey to The west. Además, el 8 de noviembre del mismo año se crea el canal de YouTube de Jidou Studios.
En 2013, la empresa fue disuelto oficialmente desde enero del mismo año según hkg databasesets.
Entre 2015 y 2016 se suben videos de la serie Jidou Games, pero en lengua inglesa. La serie concluyo el año 2020 y en su lugar fue reemplazada por Zakumi The Animated Series. La serie que llegó a reemplazar a Jidou Games, la serie era de 8 videos, los episodios son de: 1(The Captain), 2 (The Medic), 3 (A Very Strange), 4 (A Winning Mentality), 5 (The Supersition), 6 (AchillesHeel), 8 (A New Recruit), 10(Beach Soccer) omitiendo los episodios 7 y 9 debido a que no estaban dobladas al español.
Actualidad

#### Crisis de emergencia (2020-2025)
En 2020, comenzó como una bancarrota por la pandemia de COVID-19, pues lo que pondría poner peligro al estudio de animación, primero, Alexander Wong lo avisó que el estudio dejaría de funcionar la noticia no fue publicada en el internet, ni en los medios de comunicación. Segundo su último video del canal de YouTube era el episodio 10 de Zakumi The Animated Series, el 6 de septiembre de 2020. Y último, el motivo de la empresa era cerrar sus puertas en su sede en Hong Kong.
En 2021, un canal Bosnio llamado Otkačeni Crtaći dónde publicaban los episodios perdidos de la serie ( pese a ello que los episodios son doblados al Bosnio).
En 2022, la empresa no responde a los comentarios de sus videos en Youtube, debido a problemas económicos y financieros.
En 2023, la empresa cerró su página web desde hace 19 años de existencia, el motivo fue por razones desconocidas, también es por los problemas financieros y comercios de la empresa.
En 2024, un canal llamado Kteen originario de Portugal, publicó los episodios doblados de la serie de zakumi The Animated Series doblado al portugués. Su mayoría de visitas eran los portugueses y brasileños.
En 2025, se disminuyó la Crisis de emergencia después de 5 años de problemas y conflictos. En mayo de 2025, Jidou Studios, mandó un comentario de YouTube donde la serie va regresar los episodios perdidos de inglés y el español, entre otras idiomas más. Actualmente, Alexander deseó de hacer una segunda temporada y una película, aunque solo fue su predicción para los usuarios para poner sorprendidos.

## Producciones del estudio
Series Originales
| Series                     | fecha de Estreno    | Fecha de final      |
| -------------------------- | ------------------- | ------------------- |
| JidouGames                 | 2008                | 2008                |
| Zakumi The Animated Series | 10 de junio de 2010 | 11 de julio de 2010 |
| Club Academy               | 2012                | 2013                |
| Journey To The West        | 2012                | 2012                |